# Paul Mebus
Paul Mebus (Benrath, 9 giugno 1920 – 11 dicembre 1993) è stato un allenatore di calcio e calciatore tedesco di ruolo centrocampista, campione mondiale nel 1954.

## Carriera
Mebus iniziò a giocare nel Benrather FC e nel 1951 si trasferì al Colonia, con cui disputò la finale di Coppa di Germania persa dopo i supplementari contro lo Stoccarda nel 1954 e dove chiuse la carriera nel 1956.
Conta 6 presenze con la Nazionale tedesca occidentale, con cui esordì il 15 aprile 1951 contro la Svizzera (3-2) e 2 presenze con la Nazionale B.
Fece parte della selezione che vinse i Mondiali nel 1954, dove disputò una sola partita nel girone eliminatorio contro l'Ungheria (sconfitta per 8-3).

## Palmarès

### Nazionale
- Campionato mondiale: 1

Svizzera 1954